# Radków
Radków (do maja 1946 r. Hradek, niem. Wünschelburg) – miasto w Polsce, położone w województwie dolnośląskim. w powiecie kłodzkim, w gminie Radków, u podnóża Szczelińców, na ziemi kłodzkiej. Siedziba gminy miejsko-wiejskiej Radków. W latach 1975–1998 miasto administracyjnie należało do woj. wałbrzyskiego.

## Dane ogólne
- Powierzchnia: 15,07 km² (406. miejsce w kraju)
- Według danych GUS z 1 stycznia 2023 r. miasto liczyło 2282 mieszkańców[3] (808. miejsce w kraju).

Ośrodek turystyczny; kamieniołom i zakłady kamieniarskie, drobny przemysł. Przez miasto przebiega droga wojewódzka nr 387, na odcinku Radków – Kudowa zwana Szosą Stu Zakrętów. W latach 1903–1999 dochodziła tu linia kolejowa ze Ścinawki Średniej, obecnie tory rozebrane są na całym tym odcinku.
W odległości około 2 km na zachód od miasta, tuż przy granicy z Czechami, u podnóża grzbietu Guzowata, na Potoku Czerwonogórskim (czes. Červenohorský Potok) wybudowano zaporę, tworząc w ten sposób sztuczny zalew (długości niespełna 1 km i około 300 m szerokości), nad którym wybudowane są domki kempingowe i restauracja. Potok Czerwonogórski zaraz po opuszczeniu przepustów zalewu wpada do przepływającego przez Radków potoku Posna, a ten jest dopływem rzeki Ścinawki.

## Historia
Pierwsze ślady pobytu człowieka na tym terenie pochodzą z okresu neolitu.

Osada rozwinęła się z podgrodzia warownego zamku (istniejącego w XIII w.) przy starym trakcie z Kłodzka do Broumova. Radków wzmiankowany był już w 1290 jako Wünschelburg, a prawa miejskie uzyskał około 1320. Zamek, potwierdzony w 1337, stał się z czasem rezydencją myśliwską księcia Bolka ziębickiego. Miasto było ośrodkiem produkcji rzemieślniczej, świadczą o tym występujące tutaj w XIV wieku ławy chlebowe, mięsne i obuwnicze. W Radkowie zajmowano się także młynarstwem, piwowarstwem i na większą skalę sukiennictwem. Sukno z tutejszych warsztatów było eksportowane do wielu krajów, między innymi do Włoch. Na przełomie XIV i XV wieku ustalił się ostatecznie kształt Radkowa, który niewiele się zmienił do dzisiaj. W 1418 król czeski Wacław IV nadał miastu liczne przywileje, dzięki którym stało się ono jednym z czterech miast królewskich na Ziemi Kłodzkiej (obok Kłodzka, Lądka i Bystrzycy), w tym czasie wybudowano mury obronne wokół miasta. W 1425 podczas walk z husytami miasto zostało spalone, a zamek zniszczony. W 1469 odbudowane miasto spaliły wojska króla węgierskiego Macieja Korwina. Do 1527 miasto zostało odbudowane, uzyskało nowe przywileje, rozwinął się handel i rzemiosło. W 1545 w mieście wybuchł groźny pożar, który strawił większą część Radkowa. Zabudowę odbudowano, w latach 1571–1580 wybudowano kościół św. Doroty. Od 1563 organizowano wielkie coroczne jarmarki, miasto słynęło z handlu suknem. Wojny w XVII i XVIII wieku spowodowały upadek znaczenia miasta.

Kolejny wielki pożar w 1738 strawił całą zabudowę m.in. renesansowy ratusz. Ożywienie gospodarcze miasta nastąpiło dopiero pod koniec XIX wieku, kiedy uruchomiono warsztaty tkactwa lnianego i włókiennictwa. W 1895 roku rozpoczęto eksploatację złóż piaskowca, którego wydobycie zwielokrotniono już w 1903 po wybudowaniu linii kolejowej. W roku 1925 zaczęła działalność poczta, oraz niewielkie fabryczki przemysłu drzewnego, spożywczego, włókienniczego i metalowego.

W 1945 miasto zostało włączone do Polski, rok później przyjęło obecną nazwę. Dotychczasowych mieszkańców wysiedlono do Niemiec.
W 1949 roku na ul. Waryńskiego ustawiono pomnik upamiętniający forsowanie Odry i Nysy w 1945 roku.

## Demografia
Piramida wieku mieszkańców Radkowa w 2014 roku.

## Zabytki
Według rejestru zabytków Narodowego Instytutu Dziedzictwa, nr rej.: A/2573/514 z 1.12.1958 na listę zabytków wpisane są obiekty:
- kościół rzym.-kat. par. pw. św. Doroty, d. ewangelicki, z l. 1570-88, przebudowany w 1740 r.
- kościół rzym.-kat. pomocniczy pw. św. Andrzeja Boboli, d. ewangelicki, z l. 1905-6
- mury obronne, z XV w.
- renesansowy ratusz, Rynek, z 1543 r., przebudowany w XVI-XIX w.
- dom, ul. Grunwaldzka 1, z 1600, przebudowany w XIX w.
- dom, ul. Kościelna 3, z XVIII w., przebudowany w XIX w.
- dom, ul. Krótka 3, z poł. XVI w., przebudowany w XIX w.
- domy, Rynek 2-6, 8-12, 14-15, 17-18, 20-22, 25-26 z XVI–XVII–XVIII–XIX w., niektóre przebudowane w XIX i XX w.
  - Dom przy Rynku 3 w Radkowie
  - Dom przy Rynku 12 w Radkowie
- hotel, Rynek 18, z XVII w.

## Galeria

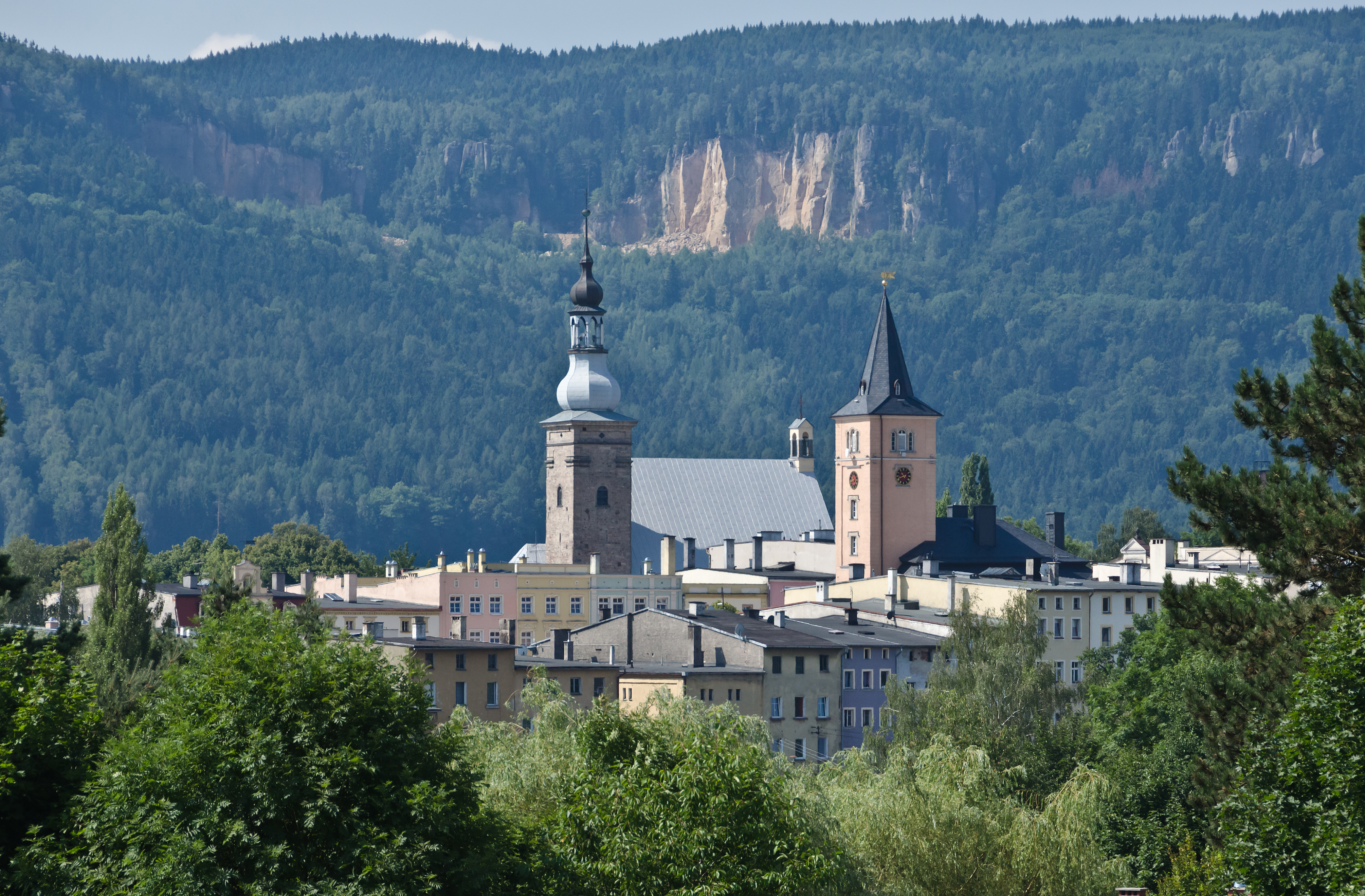
Centrum Radkowa
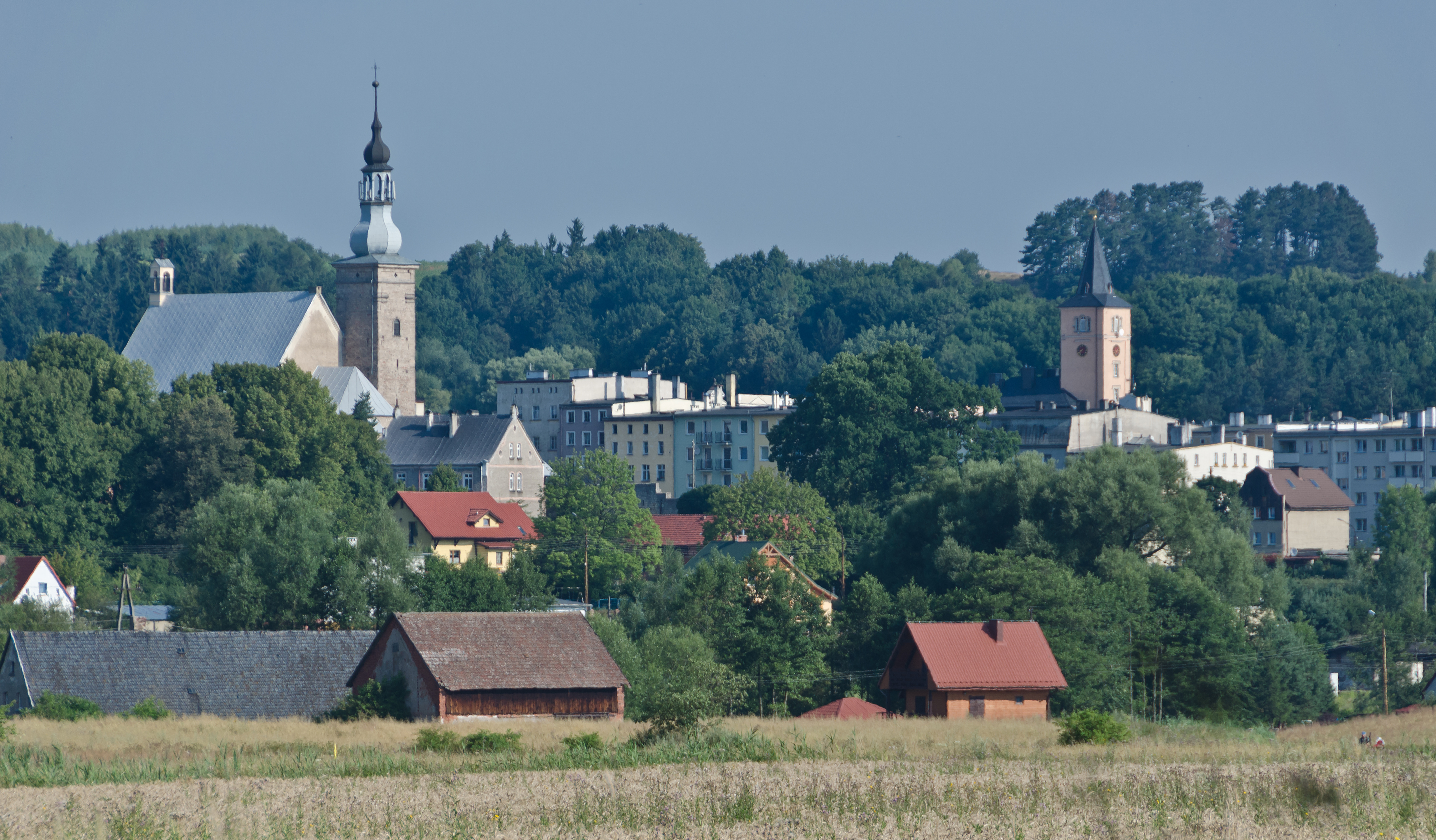
Centrum Radkowa
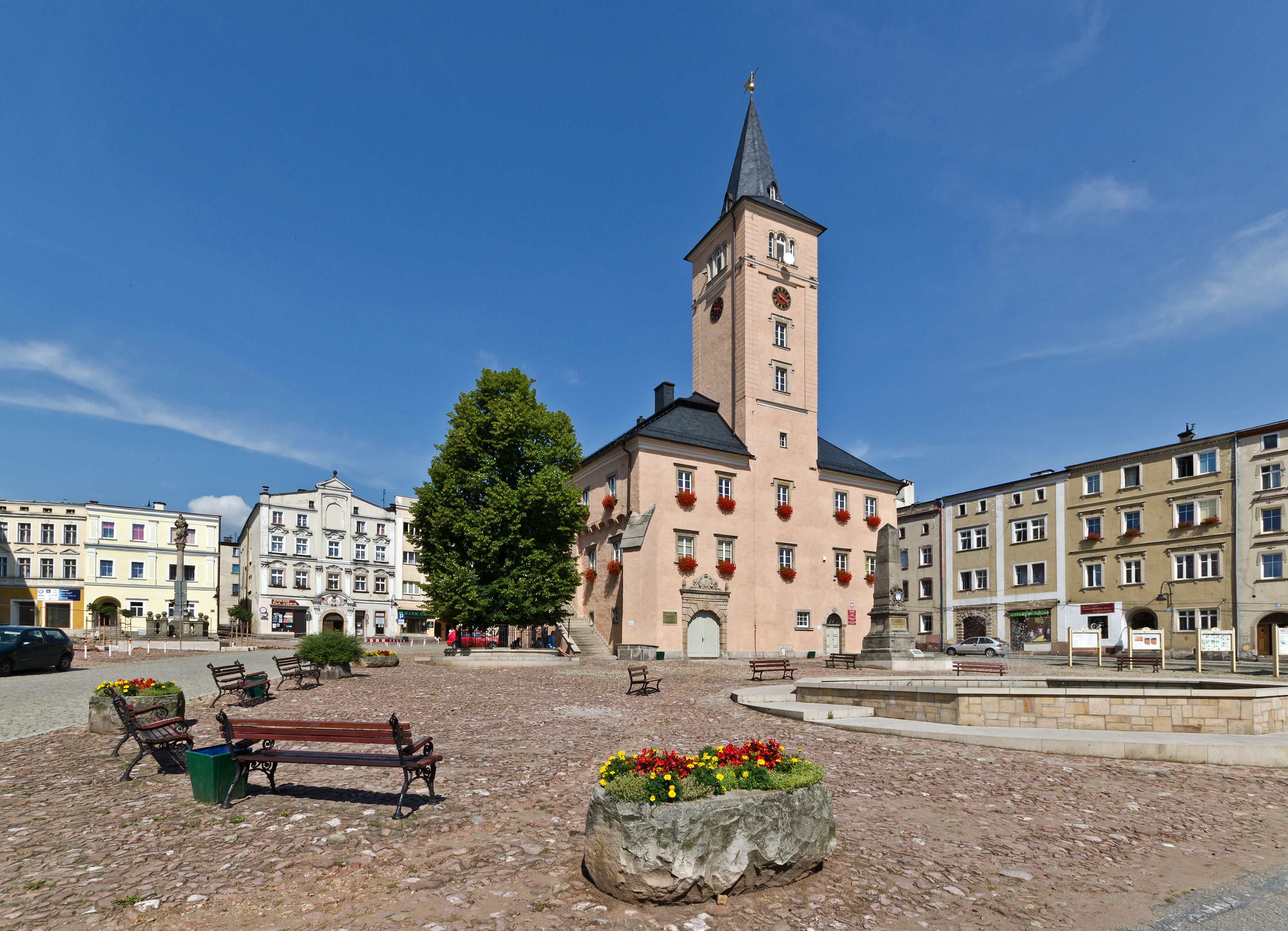
Rynek
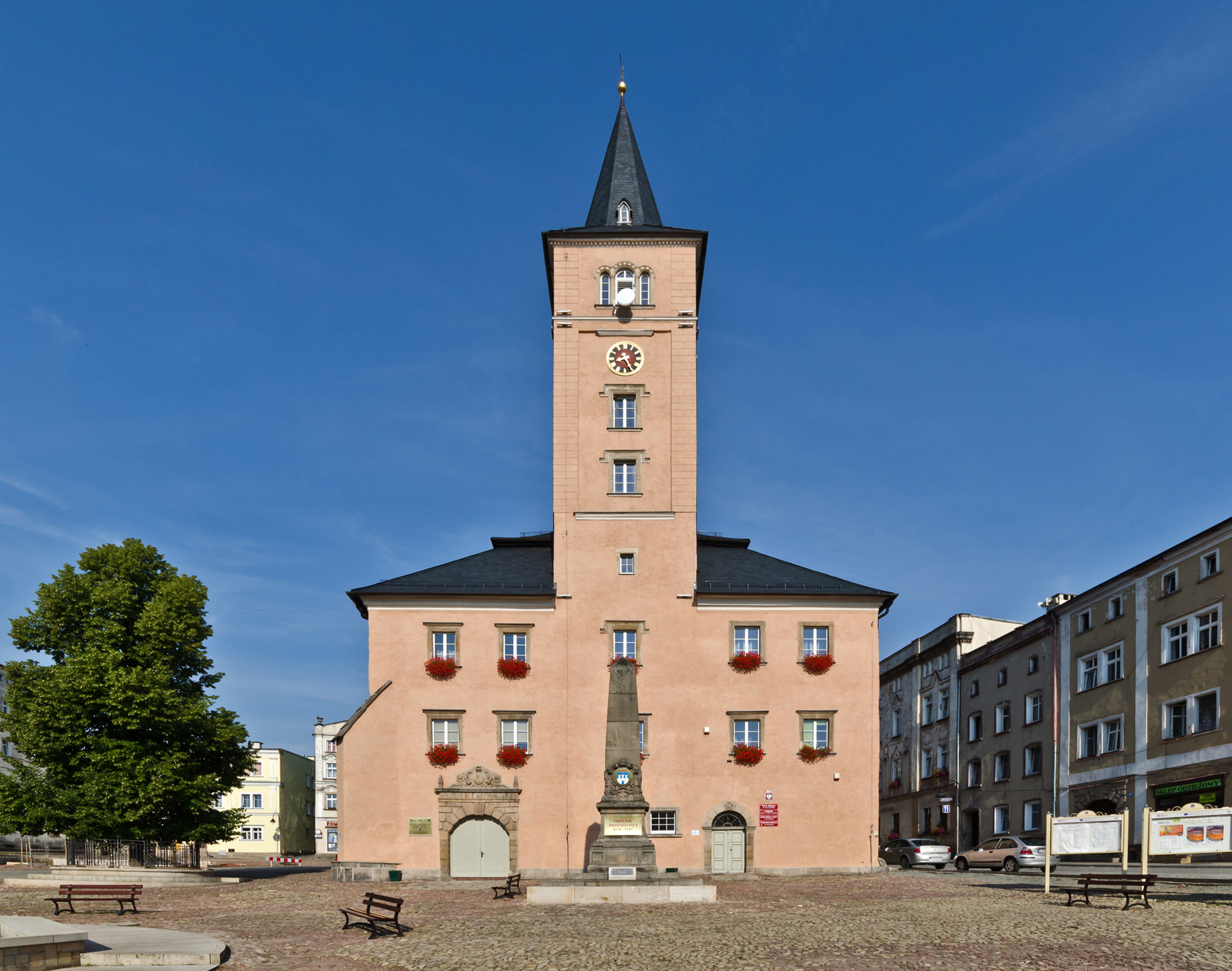
Renesansowy ratusz
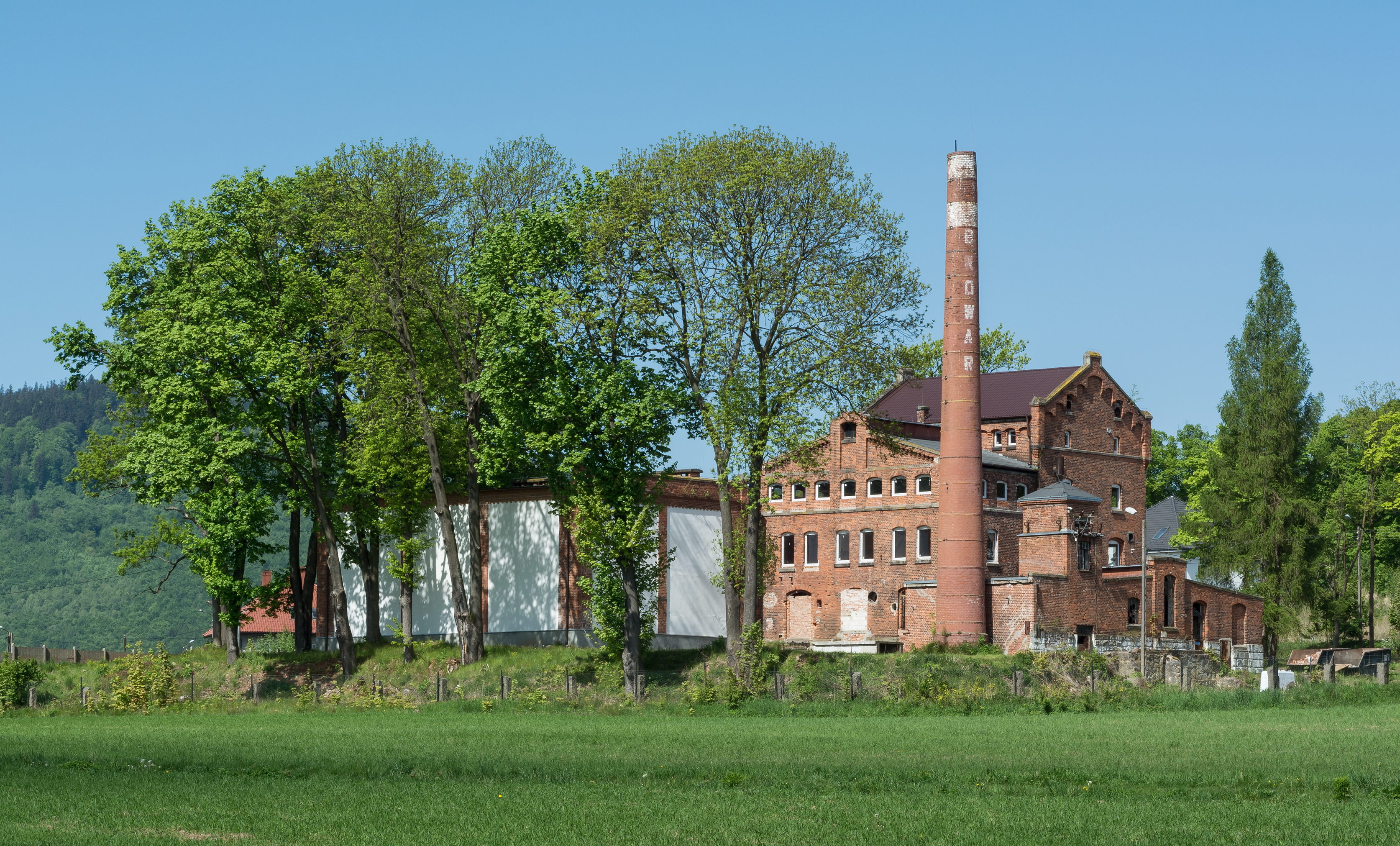
Browar
Kościół św. Doroty
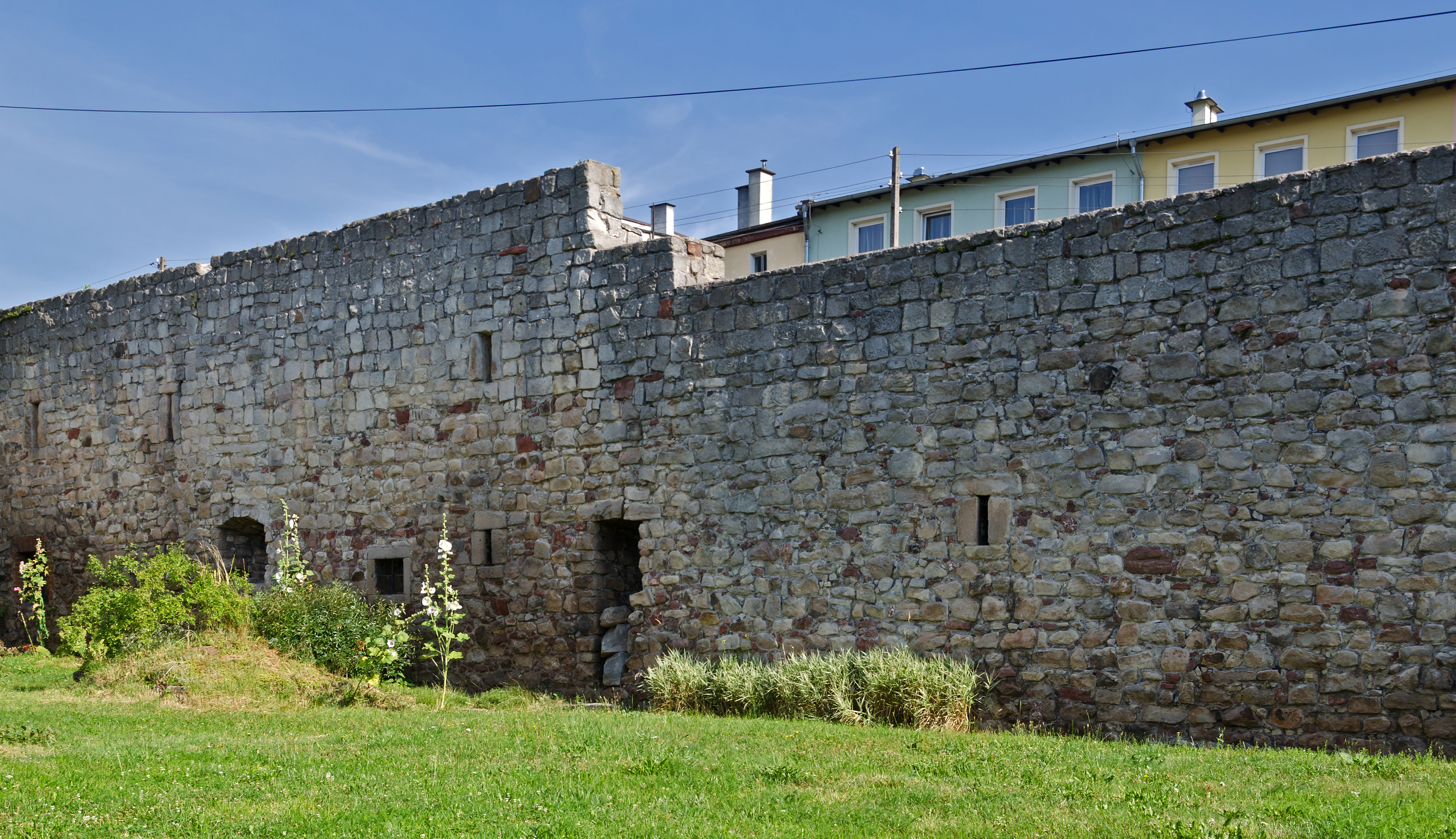
Mury obronne

Kościół św. A. Boboli
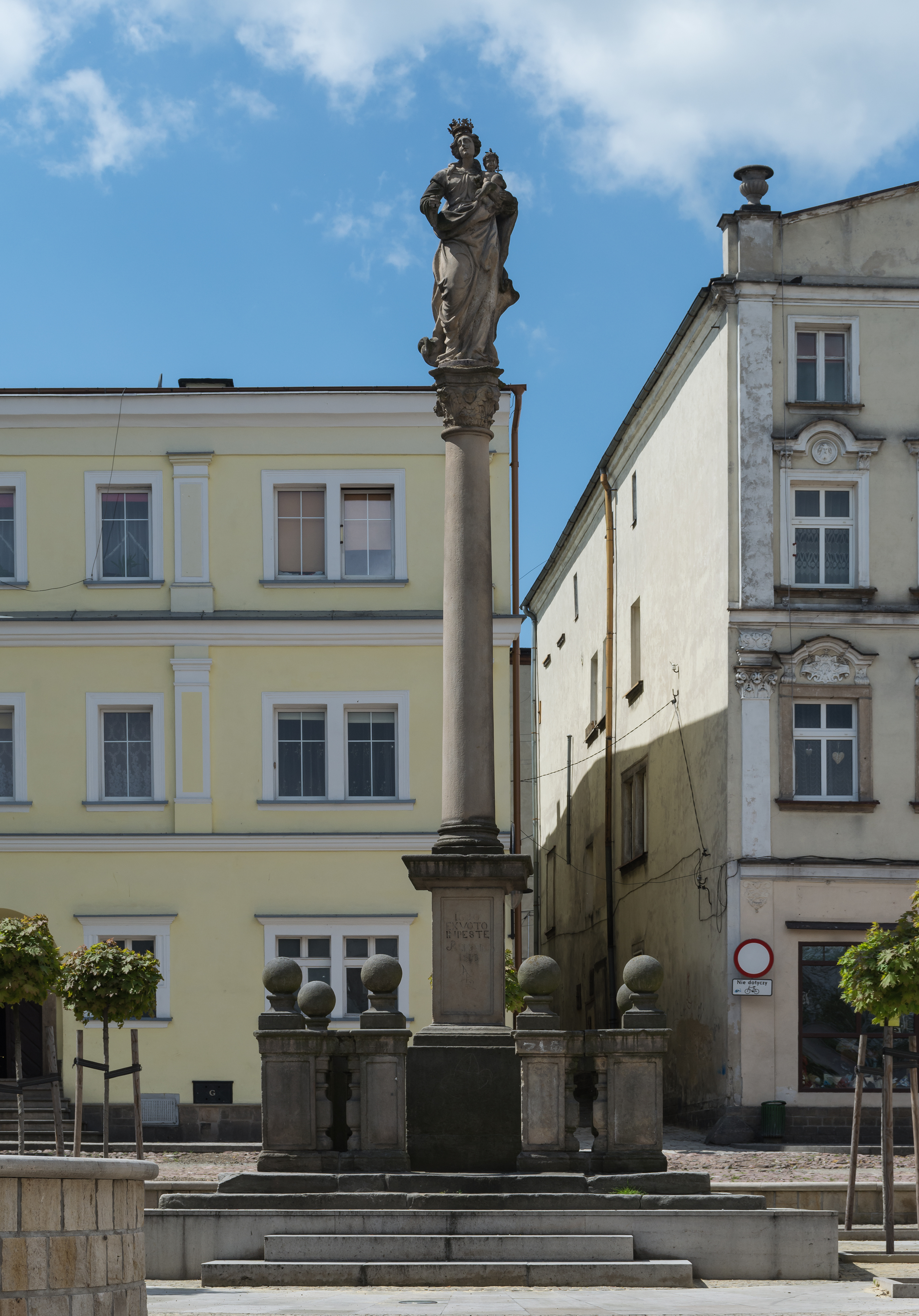
Kolumna maryjna
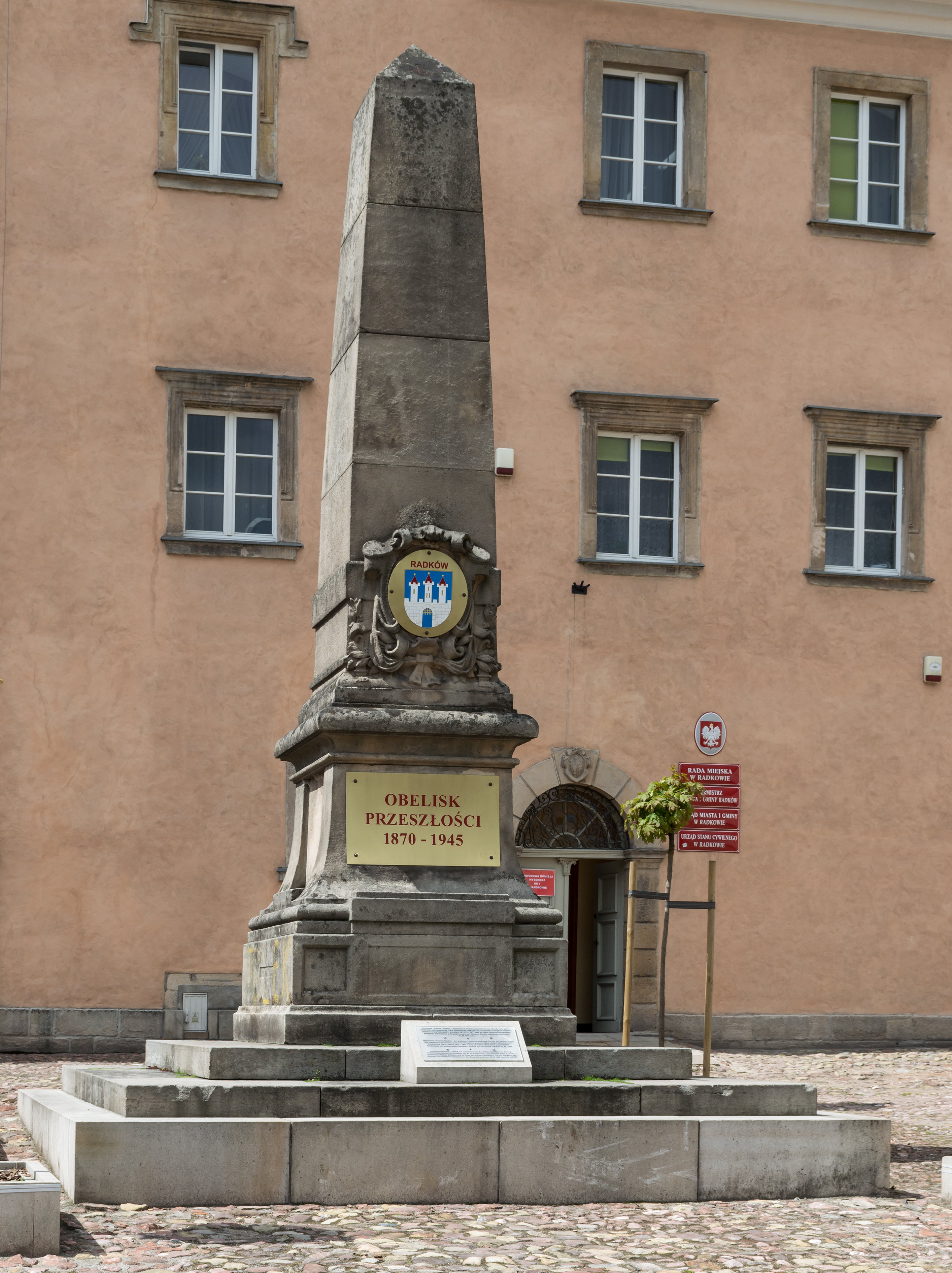
Obelisk przed ratuszem
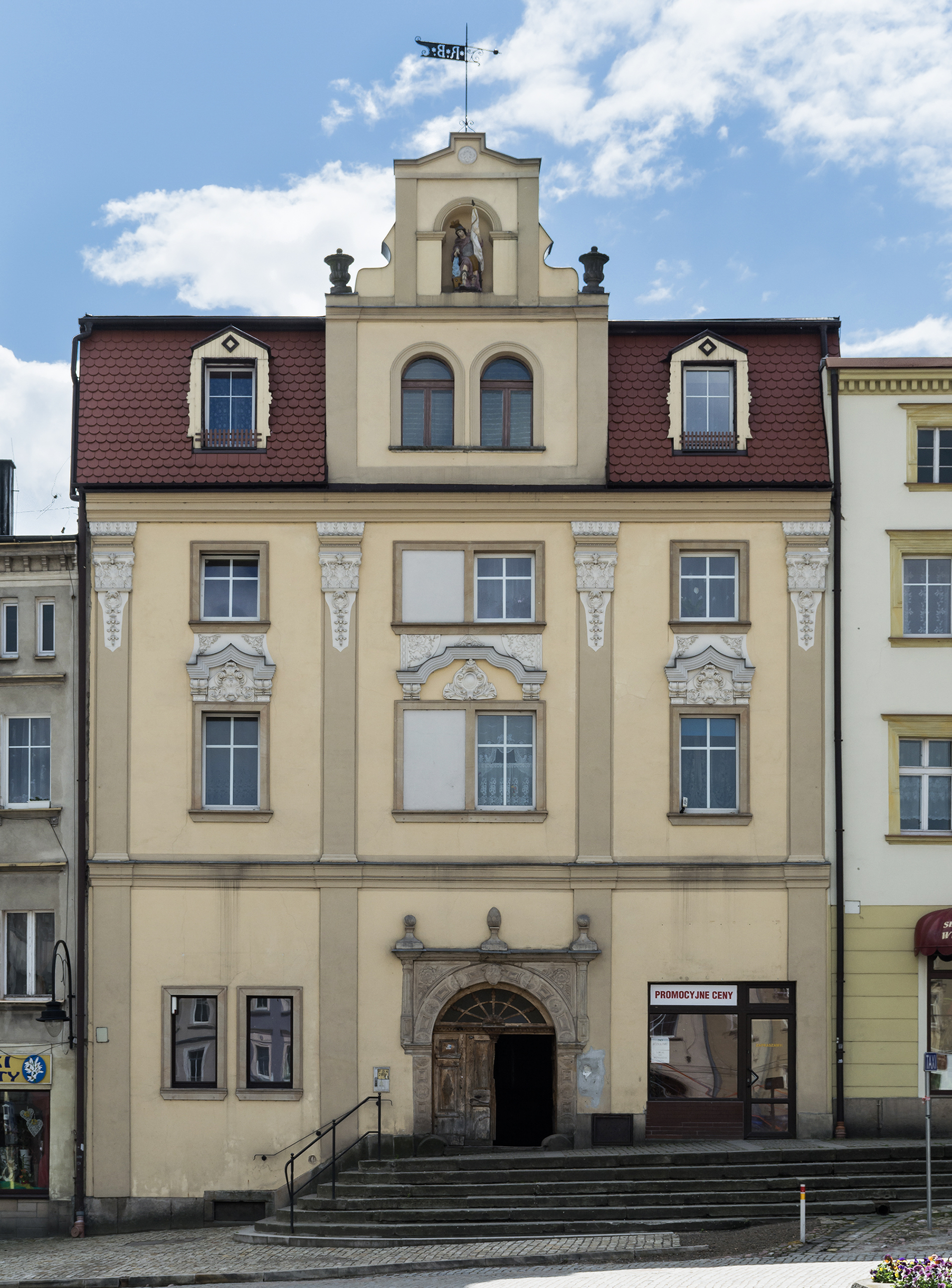
Kamienica Rynek 3
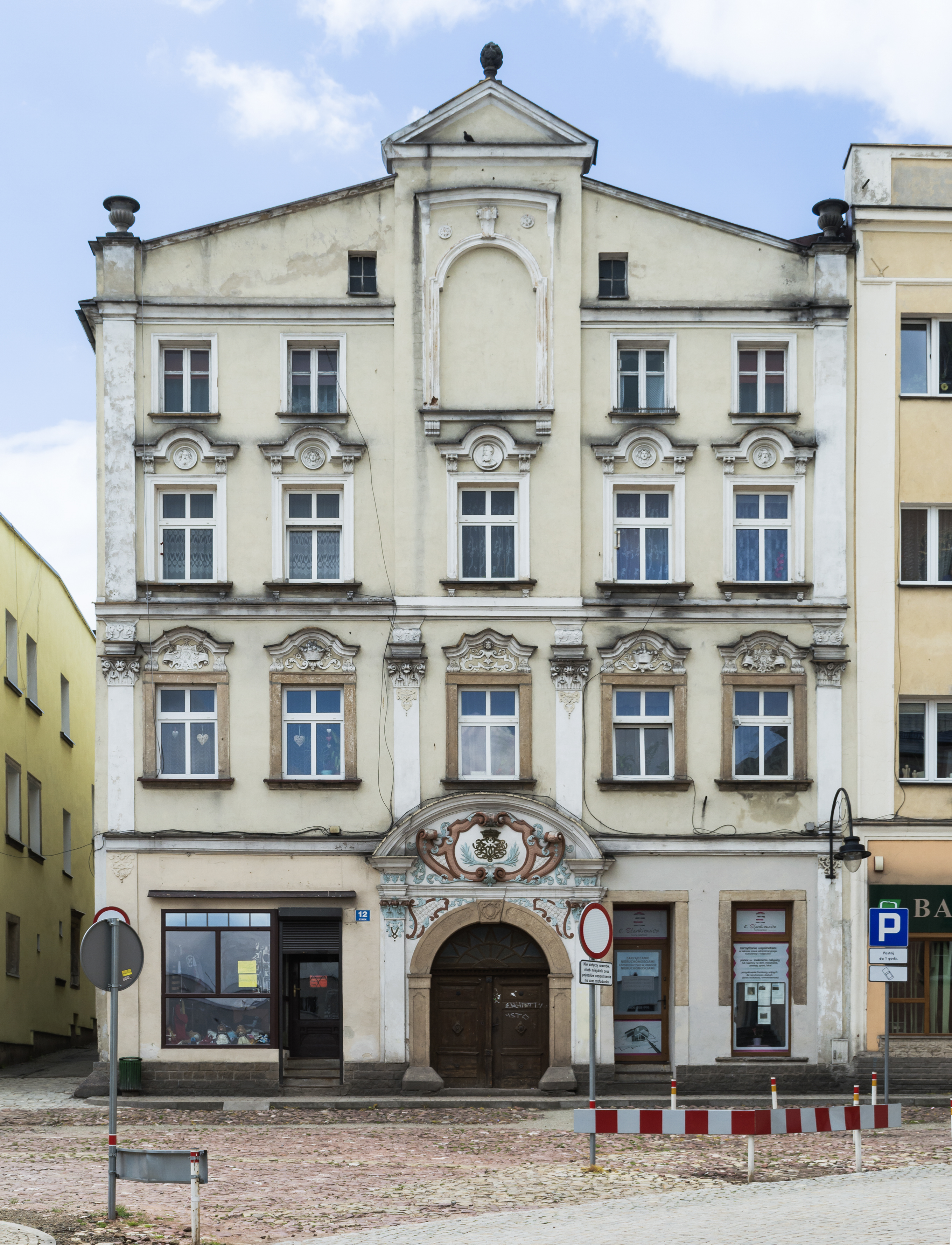
Rynek 12
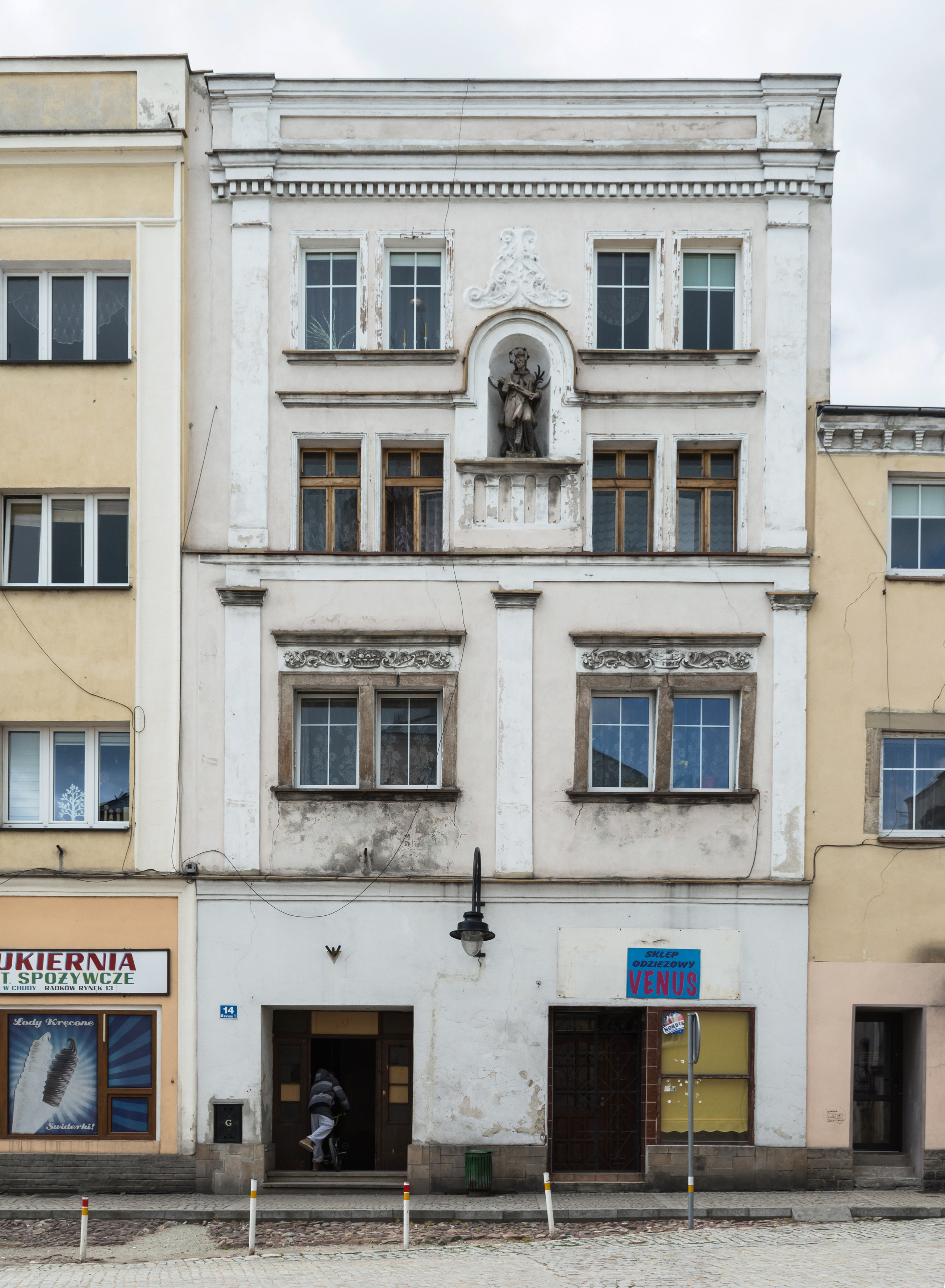
Rynek 14

## Komunikacja
W 2022 uruchomiono bezpłatną sieć autobusów gminnych. Uruchomiono linie:
- 1 Radków Zalew – Radków Kamieniołom – Radków OSiR – Radków Rynek – Gajów – Tłumaczów Granica (1 kurs dziennie, z wyjątkiem niedziel)[12]
- 2 Radków Parking – Radków Kamieniołom – Radków Zielony Las (Pafawag) – Karłów – Karłów (Fort Karola) (2 kursy, codziennie)[13]
- 3 Radków Zalew – Radków Kamieniołom – Radków OSiR – Radków Rynek – Ratno Górne – Ratno Górne (świetlica) – Ratno Dolne – Ratno Dolne Wambierzyce – Wambierzyce plac NMP – Wambierzyce Skansen – Ratno Dolne Zamek – Ścinawka Średnia Piłsudskiego – Ścinawka Średnia Mickiewicza – Ścinawka Średnia PKP – Orzeszkowej – Ścinawka Średnia Sikorskiego – Ścinawka Dolna – Raszków – Suszyna Wieża – Suszyna - Ścinawka Dolna Kościół – Ścinawka Dolna (5 kursów dziennie, z wyjątkiem niedziel)[14][15].

## Szlaki turystyczne
Przez Radków przechodzą dwa szlaki turystyczne:
- droga Szklary-Samborowice – Jagielno – Przeworno – Gromnik – Biały Kościół – Żelowice – Ostra Góra – Niemcza – Gilów – Piława Dolna – Góra Parkowa – Bielawa – Kalenica – Nowa Ruda – Przełęcz pod Krępcem – Sarny – Tłumaczów – Gajów – Radków – Skalne Wrota – Pasterka – Przełęcz między Szczelińcami – Karłów – Lisia Przełęcz – Białe Skały – Skalne Grzyby – Batorówek – Batorów – Skała Józefa – Duszniki-Zdrój – Schronisko PTTK „Pod Muflonem” – Szczytna – Zamek Leśna – Polanica-Zdrój – Łomnicka Równia – Huta – Bystrzyca Kłodzka – Igliczna – Międzygórze – Przełęcz Puchacza[16]
- Polanica-Zdrój – Bukowa – Borowina – Niżkowa – Batorówek – Skalne Grzyby – Wambierzyce – Radków – Stroczy Zakręt